# Bhajan
Ein Bhajan (Hindi, m., भजन, bhajan, von Sanskrit भज, bhaj, „verehren“) ist ein devotionaler Gesang in den in Indien entstandenen Religionen, der vor allem zum Bhakti-Kult des Hinduismus gehört und unabhängig von seiner Form eine musikalische Kategorie bildet.
In Bhajans besingen Gläubige ihre Liebe zu Gott in einfachen Worten, die häufig wiederholt werden. Bhajans sind Teil der Hingabe, die als Bhakti bezeichnet wird. Die musikalischen Formen, in der die Lieder der Verehrung und Anbetung vorgetragen werden, sind sehr unterschiedlich. Die an der klassischen Musik orientierte Form ist der Kirtan. Eine verwandte Form, die nur von den Newar im Nepal gepflegt wird, ist der Dapha. In früheren Zeiten komponierten Heilige wie Mirabai, Surdas und Narsinh Mehta mehrere Bhajans, die auch heute noch allgemein gesungen werden.
Die Praxis des Bhajan-Singens wird häufig von einer größeren Gemeinde, mit oder ohne Priester, als Gottesdienst gepflegt. Die Ursprünge dieser in vielen indischen Sprachen – seit Alters her in Sanskrit, häufig in Hindi oder anderen indischen Sprachen gesungenen Gebete, liegen im Sama Veda sowie in der Volksfrömmigkeit. Bekannte Autoren, deren Lieder noch heute überall zu hören sind, waren u. a. Tulsidas, Kabir und die Mystikerin Mira. Anfang des 20. Jahrhunderts wurde durch Vishnu Narayan Bhatkhande und andere Neuerer der indischen Musik damit begonnen, Bhajans mit den Ragas der klassischen indischen Musik zu verbinden, um die Ragas populärer und die Bhajans musikalisch anspruchsvoller zu machen.
Bei den indischen Gemeinden in der Karibik, vor allem in Trinidad, begleitet ein Trio aus Harmonium, Fasstrommel dholak und Eisenstab dhantal den Gesang von Bhajans.

## Beispiel für einen Bhajan
„Bhaja Mana Rama Krishna Govinda – Sat Guru Deva Parama Dayala – Bhava Bhaya Hari Deva Krupala.“

„O mein Geist! Lobsinge die Namen von Rama, Krishna und Govinda. Der höchste Guru Deva ist sehr freundlich, gütig und zerstört die Furcht vor Geburt und Tod.“

## Moderne Sänger von Bhajans
Westliche Sänger wie Krishna Das, Deva Premal mit Andy Desmond (Miten) und andere Sänger der New-Age-Musikszene komponieren Stücke nach der Tradition von Bhajans, vedischen Mantras und Yoga-Gesängen.